# NGC 1060
NGC 1060 ist eine Elliptische Galaxie vom Hubble-Typ E/S0 im Sternbild Dreieck am Nordsternhimmel. Sie ist schätzungsweise 232 Millionen Lichtjahre von der Milchstraße entfernt und hat einen Durchmesser von etwa 160.000 Lichtjahren.
Die Typ-Ia-Supernova SN 2004fd wurde hier beobachtet.
Das Objekt wurde am 12. September 1784 von dem deutsch-britischen Astronomen William Herschel entdeckt.

## NGC 1060-Gruppe (LGG 72)
| Galaxie   | Alternativname | Entfernung/Mio. Lj |
| --------- | -------------- | ------------------ |
| NGC 1060  | PGC 10302      | 232                |
| IC 1823   | PGC 10013      | 236                |
| PGC 10227 | UGC 2174       | 233                |
| PGC 10420 | UGC 2225       | 231                |
| PGC 10274 | UGC 2182       | 239                |
| PGC 10417 | UGC 2222       | 230                |